# 6 Heures de Mexico
Les 6 Heures de Mexico sont une course automobile d'une durée de 6 heures qui se déroule sur l'Autódromo Hermanos Rodríguez à Mexico, capitale du Mexique. Elle fait partie du Championnat du monde d'endurance FIA en 2016 et 2017.

## Histoire
Les 6 Heures de Mexico sont créées en 2016 et intégrées dans le championnat du monde d'endurance FIA, portant à 9 le total de manches du championnat pour la saison 2016. L'épreuve est à nouveau présente lors de la saison 2017. Ces deux éditions sont remportées par Porsche.
Les 6 Heures de Mexico ne constituent pas la première course d'endurance automobile sur le circuit, l'Autódromo Hermanos Rodríguez ayant déjà accueilli le championnat du monde des voitures de sport en 1989, 1990 et 1991. L'épreuve était alors appelé Trofeo Hermanos Rodriguez et se courait sur une distance de 480 km les deux premières années et 430 km la troisième année.

## Circuit
Les 6 Heures de Mexico se déroulent au Mexique, sur l'Autódromo Hermanos Rodríguez. Celui-ci comporte une longue ligne droite permettant des vitesses élevées ainsi que 17 virages dont un enchaînement de 5 courbes. Ce circuit possède une capacité d'accueil des spectateurs de 100 000 personnes avec notamment le passage de la piste dans le stade Foro Sol intégré au circuit. Cette piste est célèbre car elle accueille la Formule 1.

## Palmarès
| Année     | Pilotes                                             | Équipe               | Voiture               | Temps               | Championnat                                    |
| --------- | --------------------------------------------------- | -------------------- | --------------------- | ------------------- | ---------------------------------------------- |
| 1974      | Guillermo Rojas Héctor Rebaque Fred van Beuren, Jr. | Héctor Rebaque, Sr.  | Porsche Carrera       |                     | Championnat IMSA GT                            |
| 1975-1988 | Pas de course                                       | Pas de course        | Pas de course         | Pas de course       | Pas de course                                  |
| 1989      | Jochen Mass Jean-Louis Schlesser                    | Team Sauber Mercedes | Sauber-Mercedes C9    | 2 h 51              | Championnat du Monde des Voitures de Sport FIA |
| 1990      | Jochen Mass Michael Schumacher                      | Team Sauber Mercedes | Mercedes-Benz C11     | 2 h 47              | Championnat du Monde des Voitures de Sport FIA |
| 1991      | Keke Rosberg Yannick Dalmas                         | Peugeot Talbot Sport | Peugeot 905 Evo 1 Bis | 2 h 29              | Championnat du Monde des Voitures de Sport FIA |
| 1992-2015 | Pas de course                                       | Pas de course        | Pas de course         | Pas de course       | Pas de course                                  |
| 2016      | Timo Bernhard Mark Webber Brendon Hartley           | Porsche Team         | Porsche 919 Hybrid    | 6 h 00 min 43 s 702 | Championnat du monde d'endurance FIA           |
| 2017      | Timo Bernhard Earl Bamber Brendon Hartley           | Porsche LMP Team     | Porsche 919 Hybrid    | 6 h 00 min 05 s 757 | Championnat du monde d'endurance FIA           |